# Carl Ludwig Schill
Carl Ludwig Schill (* 30. Oktober 1798 in Schneeberg (Erzgebirge); † 16. August 1882 in Leipzig) war ein deutscher Jurist und Politiker.

## Leben
Schill war in seiner Heimatstadt Schneeberg 1824 als Advokat und Senator, 1825 als Bevollmächtigter der Kämmerei, ab 1826 als Gerichts- und ab 1830 als Stadtschreiber tätig. 1833 wurde er zum Bürgermeister von Schneeberg gewählt. Als solcher war er 1836/37 und 1842/43 Mitglied der I. Kammer des Sächsischen Landtags in der Klasse der Magistratspersonen. Zum 1. Januar 1844 trat Schill in den sächsischen Staatsdienst ein und wurde als Regierungskommissar Mitglied im Direktorium der Sächsisch-Schlesischen Eisenbahngesellschaft, später dessen Vorsitzender. Am 1. April 1847 übernahm er das Amt des ersten Vorsitzenden der ersten Sächsischen Staatseisenbahndirektion für die Bahnstrecke Leipzig–Hof mit Sitz in Leipzig. 1854 wurde Schill als Referent für Eisenbahnangelegenheiten in das königlich-sächsische Finanzministerium berufen, wo er als Geheimer Finanzrat wirkte. Er trat 1871 in den Ruhestand ein.
Von König Friedrich August II. wurde ihm 1851 das Komturkreuz II. Klasse des Zivilverdienstorden verliehen.